# Uchiage Hanabi
«Uchiage Hanabi» (яп. 打上花火 утиагэ ханаби, «Запуск фейерверков») — песня японских исполнителей Даоко и Кэнси Ёнэдзу, выпущенная в качестве сингла 16 августа 2017 года. Позже вошла в альбом Даоко Thank You Blue. Заглавная композиция использовалась как финальная тема аниме-фильма Fireworks, премьера которого состоялась 18 августа. Альбом Ёнэдзу Bootleg, изданный 1 ноября, включает изменённую сольную версию певца. Сольная версия Даоко вышла 12 декабря 2018 года на её альбоме Shiteki Ryoko.
Сингл провёл 25 недель в чарте Billboard Japan Hot Animation. Песня получила хвалебные отзывы музыкальной прессы, видеоклип, состоящий из фрагментов аниме, набрал более 600 миллионов просмотров.

## Список композиций
| №  | Название                    | Автор(ы)     | Длительность |
| -- | --------------------------- | ------------ | ------------ |
| 1. | «Uchiage Hanabi» (打上花火) | Кэнси Ёнэдзу | 4:49         |
| 2. | «Forever Friends»           | Рэйми        | 4:08         |
| 3. | «Cinderella step»           | Даоко        | 4:02         |

## Чарты
| Чарт (2017)                     | Высшая позиция |
| ------------------------------- | -------------- |
| Oricon                          | 9              |
| Japan Hot 100 (Billboard Japan) | 1              |

| Чарт (2017)                           | Высшая позиция |
| ------------------------------------- | -------------- |
| Japan Hot 100 (Billboard Japan)       | 3              |
| Japan Hot Animation (Billboard Japan) | 1              |

| Чарт (2018)                           | Высшая позиция |
| ------------------------------------- | -------------- |
| Japan Hot 100 (Billboard Japan)       | 4              |
| Japan Hot Animation (Billboard Japan) | 1              |

| Чарт (2019)                           | Высшая позиция |
| ------------------------------------- | -------------- |
| Japan Hot 100 (Billboard Japan)       | 21             |
| Japan Hot Animation (Billboard Japan) | 2              |

| Чарт (2020)                           | Высшая позиция |
| ------------------------------------- | -------------- |
| Japan Hot 100 (Billboard Japan)       | 75             |
| Japan Hot Animation (Billboard Japan) | 9              |

## Сертификации
| Страна            | Сертификация  | Продажи     |
| ----------------- | ------------- | ----------- |
| Япония            | 2× платиновый | 500 000     |
| Япония (стриминг) | платиновый    | 100 000 000 |

## Награды
| Год  | Церемония                  | Награда                   | Итог   |
| ---- | -------------------------- | ------------------------- | ------ |
| 2018 | 32-я Japan Gold Disc Award | Песня года по скачиваниям | Победа |
| 2018 | Space Shower Music Awards  | Песня года                | Победа |